# Кейо (місячний кратер)
Кратер Кейо (лат. Cailleux) — великий ударний кратер у південній півкулі зворотного боку Місяця . Назву присвоєно на честь французького палеонтолога та геолога Андре Кейо (1907—1986) та затверджено Міжнародним астрономічним союзом у 1997 році.

## Опис кратера
Найближчими сусідами кратера є кратер Прандтль на заході; кратер Пуанкаре до південно — західної частини валу якого примикає кратер Кейо та кратер Лайман на південному сході . Селенографічні координати центру кратера 60°25′ пд. ш. 153°30′ сх. д. / 60.41° пд. ш. 153.5° сх. д., діаметр 52,9 км, глибина 2,3 км.
Кратер Кейо розташовується всередині басейну Південний полюс — Ейткен, має циркулярну форму і суттєво зруйнований за тривалий час свого існування. Вал згладжений, внутрішній схил валу широкий і гладкий, відзначений безліччю дрібних кратерів. Висота валу над навколишньою місцевістю сягає 1120 метрів, об'єм кратера становить приблизно 2000 км3 . Дно чаші плоске, без помітних структур.
Сателітні кратери відсутні.